# 神室舞衣
神室 舞衣（かむろ まい、1984年11月9日 - ）は、日本のタレント。熊本市出身。

## 経歴
高校卒業後福岡へ引っ越し、21歳の時に上京。六本木のクラブでNo.1として働いたのち24歳の誕生日をきっかけに芸能界へ。
モデル事務所のスペースクラフトへ所属し、神室まい名義でロンドンハーツやアメトークに出演。アメブロの総合ランキング1位となる。
FC東京の応援番組の青赤娘としてレポーターやラジオ番組など務める。
その後、事務所を辞めてフリーとなる。演技の勉強をする為にワークショップへ通っていた時に知り合いに紹介してもらったオーディションを受け合格。
初舞台でヒロインを務める（主演は三浦孝太）。
2014年1月にエープラスへ所属する事を皮切りに六本木で働いていた事をトーク解禁し神室舞衣名義でバラエティ番組へ次々と出演し話題になる。『〜裏ネタワイド〜 DEEPナイト』（テレビ東京）にMCレギュラー出演。6月1日、29歳で初のグラビアに挑戦し、amazon1位になったDVD『艶女 アデージョ』の発売記念イベントを秋葉原のソフマップにて行った。

## 作品

### 写真集
- BED GAME（2016年4月15日、集英社、撮影：綾部祐二）ISBN 978-4087807851

### DVD
- 艶女 アデージョ（2014年5月22日、イーネットフロンティア）
- 惑女-madonna（2014年10月30日、リバプール）
- 麗女-Celebrity（2015年1月23日、リバプール）

### 雑誌
- 週刊大衆ヴィーナス（「Dear...xx」2015年5月 - 連載）
- 週刊プレイボーイ（2014年2月3日、集英社）
- フライデー（2014年5月9日、講談社）
- 週刊プレイボーイ（2014年5月12日、集英社）
- EX大衆（2014年5月15日、双葉社）
- 週刊実話（2014年5月22日、日本ジャーナル出版社）
- Yah!Hip&Lip（2014年6月6日、ワニマガジン）
- 週刊大衆ヴィーナス（2014年6月20日、双葉社）
- VoCE（2014年6月23日、講談社）
- フライデー（2014年7月25日、講談社）
- 週刊プレイボーイ（2014年10月6日、集英社）
- 週刊プレイボーイ（2014年12月24日、集英社）
- 週刊実話（2015年2月12日、日本ジャーナル出版） - 表紙
- BLACK BOX（2015年2月26日、マイウェイ出版）
- 週刊大衆ヴィーナス（2015年5月1日、双葉社） - 表紙

## 活動

### テレビ

#### レギュラー出演
- 〜裏ネタワイド〜 DEEPナイト（2014年4月17日 - 9月26日、テレビ東京）
- ヨソで言わんとい亭〜ココだけの話が聞ける（秘）料亭〜（2014年10月2日 - 、テレビ東京）
- LOVE理論 第9話（2015年6月8日、テレビ東京） - リエ 役

#### ゲスト出演
- 芸人報道（2014年1月13日）
- サンデージャポン（2014年1月16日、TBS）
- 内村とザワつく夜（2014年1月28日、TBS）
- ブラマヨ衝撃ファイル世界のコワ〜い女たち
- おしかけスピリチュアル（2014年2月11日、テレビ東京）
- 村上マヨネーズのツッコませて頂きます!（2014年2月16日）
- 内村とザワつく夜SP（2014年2月18日、TBS）
- ダウンタウンの100秒博士アカデミー（2014年2月25日）
- ぶっちゃけ告白TV!カミングアウト!結婚しなくても幸せな女たちSP（フジテレビ）
- 検索してはいけない
- ホンマでっか!?TV（2014年4月30日、フジテレビ）
- 今ちゃんの「実は…」（2014年4月30日、朝日放送）
- 明石家さんまのコンプレックス杯3時間SP（2014年5月9日、テレビ朝日）
- アレはスゴかった⁉︎（2014年5月18日、テレビ朝日）
- バナナ塾（2014年5月20日、東海テレビ）
- 内村とザワつく夜SP（2014年5月20日、TBS）
- 人生が変わる1分間の深イイ話（日本テレビ）
- 私はコレでキレました!（2014年5月30日、テレビ朝日）
- 有田とヤラシイ...（TBS）
- ブッキングGP（2014年6月26日、フジテレビ）
- ～裏ネタワイド～DEEPナイト（テレビ東京）
- 芸能会 三つ巴バトル（2014年6月29日、日本テレビ）
- THE CONSULTING（2014年、フジテレビ）
- 今夜くらべてみました（2014年7月15日、日本テレビ）
- 浜ちゃんが
- ナカイの窓SP（2014年8月、日本テレビ）
- アブナイ夜会（2014年8月14日、TBS）
- さんま&岡村祭男ってバカねSP（2014年9月29日、日本テレビ）
- 大人のKiss英語（2014年8月26日、フジテレビ）
- 雨上がりのやまとナゼ?しこ
- ダウンタウンDX（日本テレビ）
- ブラックマヨネーズのウルトラV（2015年1月3日）
- 世界ナゼそこに?日本人（テレビ東京）
- ビートたけしのTVタックル（テレビ朝日）
- モテモテかんぱにーR25
- あさパラ
- どうしても入りたい!日本の名湯ベスト10
- 女の噂研究所（BeeTV）
- おでかけニッポン
- じわじわチャップリン
- メッセンジャーの○○は大丈夫か?

### ラジオ
- まだまだゴチャ・まぜっ!〜集まれヤンヤン〜（2012年4月21日  - 2013年4月13日、MBSラジオ）